# Portrait de jeune femme (Botticelli, Florence)
Pour les articles homonymes, voir Portrait de jeune femme.

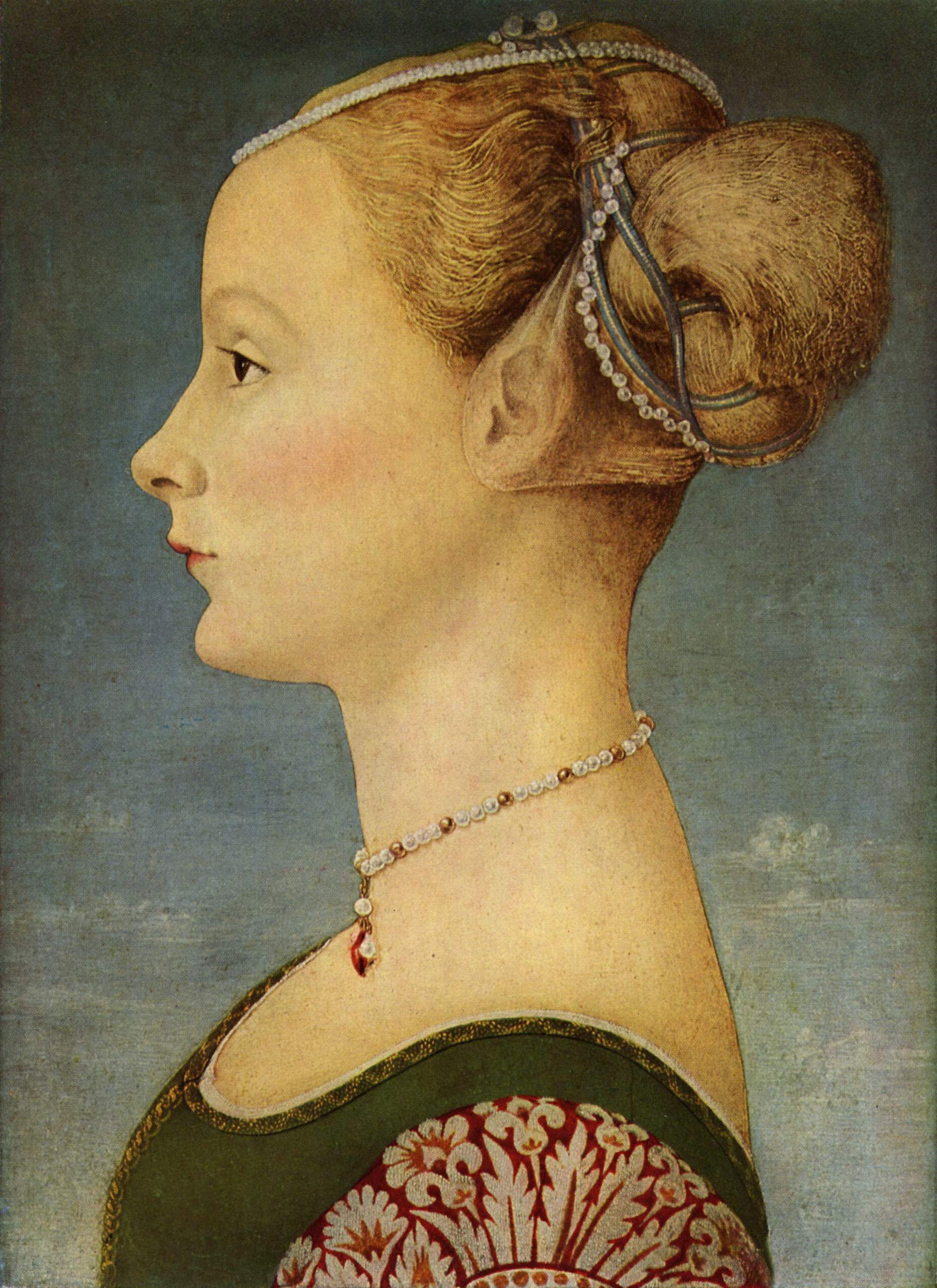
Portrait de jeune dame, Antonio Pollaiolo (1470-1472).

Le Portrait de jeune femme (en italien : Ritratto di giovane donna) est une peinture de Sandro Botticelli, une tempera sur bois (61 × 40 cm) datant de 1485 environ, conservée à la Galerie Palatine, dans le palais Pitti à Florence.

## Historique
La provenance de l'œuvre est inconnue.
La critique n'est pas parvenue à établir l'identité de la dame représentée ni à établir clairement une datation qui est située entre 1475 et 1490. Les opinions les plus probables, basées sur des comparaisons stylistiques, la datent de 1485 environ.
Les critiques d'art du XIXe siècle ont baptisé ce portrait du nom de « Simonetta », en relation avec Simonetta Vespucci, la dame aimée par Julien de Médicis et morte prématurément à Florence qui l'avait définie comme l'idéal vivant « sans pareil » de beauté féminine. En réalité en comparant la figure de ce tableau avec les autres images présumées de Simonetta, comme celle de La Naissance de Vénus ou le Portrait de Simonetta Vespucci de Piero di Cosimo, on remarque que la physionomie est fort différente.
L'attribution à Botticelli du tableau, qui est coupé sur les quatre côtés, a été aussi mise en doute par les restaurateurs de l'Opificio delle pietre dure qui procédèrent à la restauration de 1988 mais elle a néanmoins été confirmée, surtout par les écrits de Serena Padovani, qui dans le dernier catalogue de la Galerie Palatine rapporte les opinions verbales des critiques Luciano Bellosi, Miklós Boskovits et John Pope-Hennessy.

## Description
Le personnage représenté est une femme vue en buste aux trois-quarts, orientée de profil vers la gauche avec en arrière-plan un encadrement ouvert à droite sur un ciel bleu azur.
Le visage, dont les cheveux sont maintenus par un tissu noué sur la tête, fait transparaître une certaine mélancolie typique des œuvres du peintre. Le long cou surmonte un buste court. Le vêtement échancré élégant est caractéristique des dames de la bourgeoisie florentine, analogue à d'autres portraits de l'époque comme le célèbre Portrait de jeune dame d'Antonio Pollaiolo (1470-1472).

## Analyse
Le dessin est très fin et se base sur l'usage de la ligne de bordure qui définit une effigie élégante et très idéalisée.
La pose « de profil » est utilisée traditionnellement à Florence dans les représentations des nobles de la Renaissance, suivant les canons de la représentation des figures nobles au Moyen Âge.

## Sources
- (it) Cet article est partiellement ou en totalité issu de l’article de Wikipédia en italien intitulé « Ritratto di giovane donna (Botticelli Pitti) » (voir la liste des auteurs).